# Puentes genoveses de Córcega

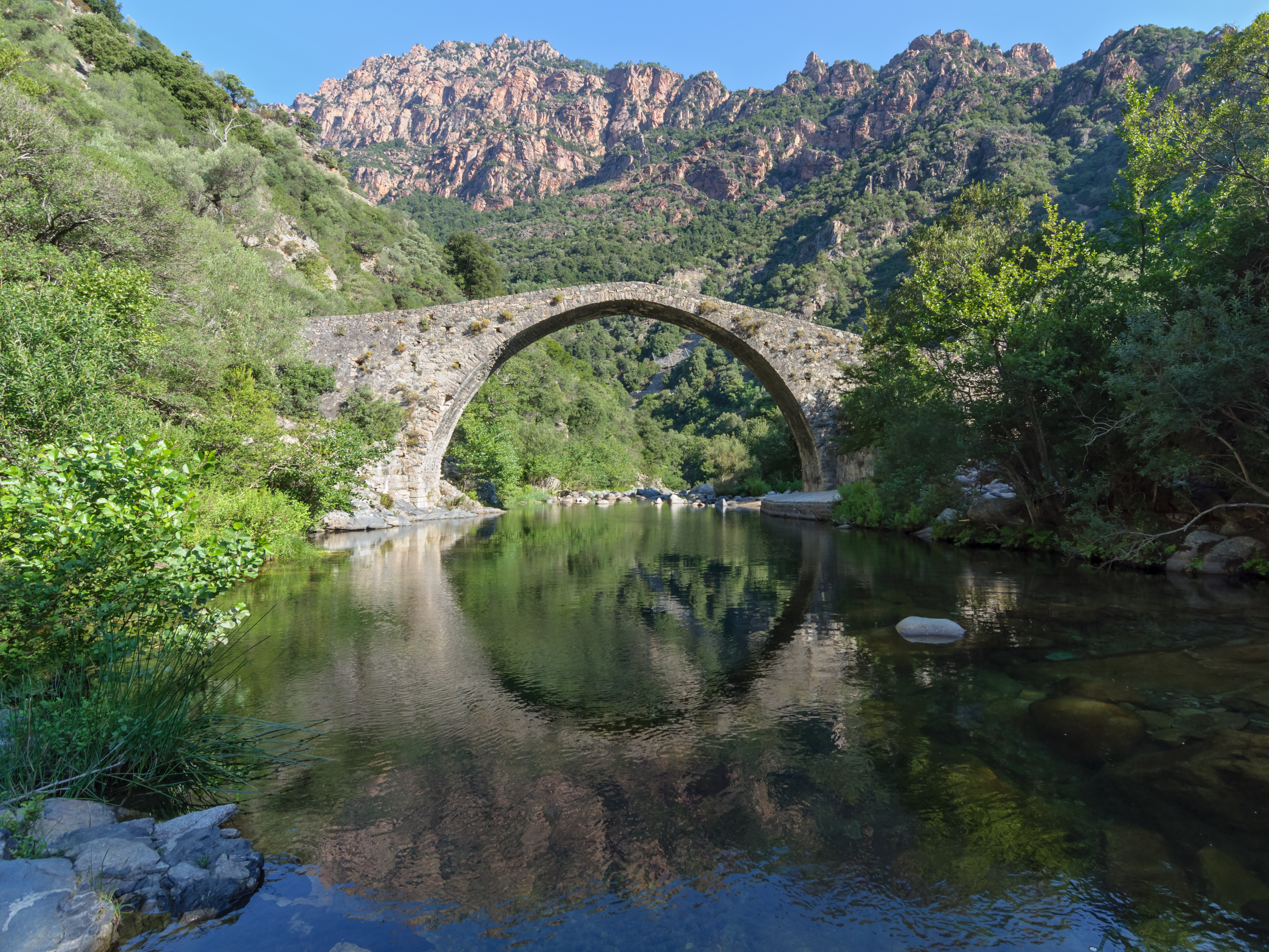
Puente de Pianella en las gargantas de la Spelunca, en Ota (Córcega del Sur)

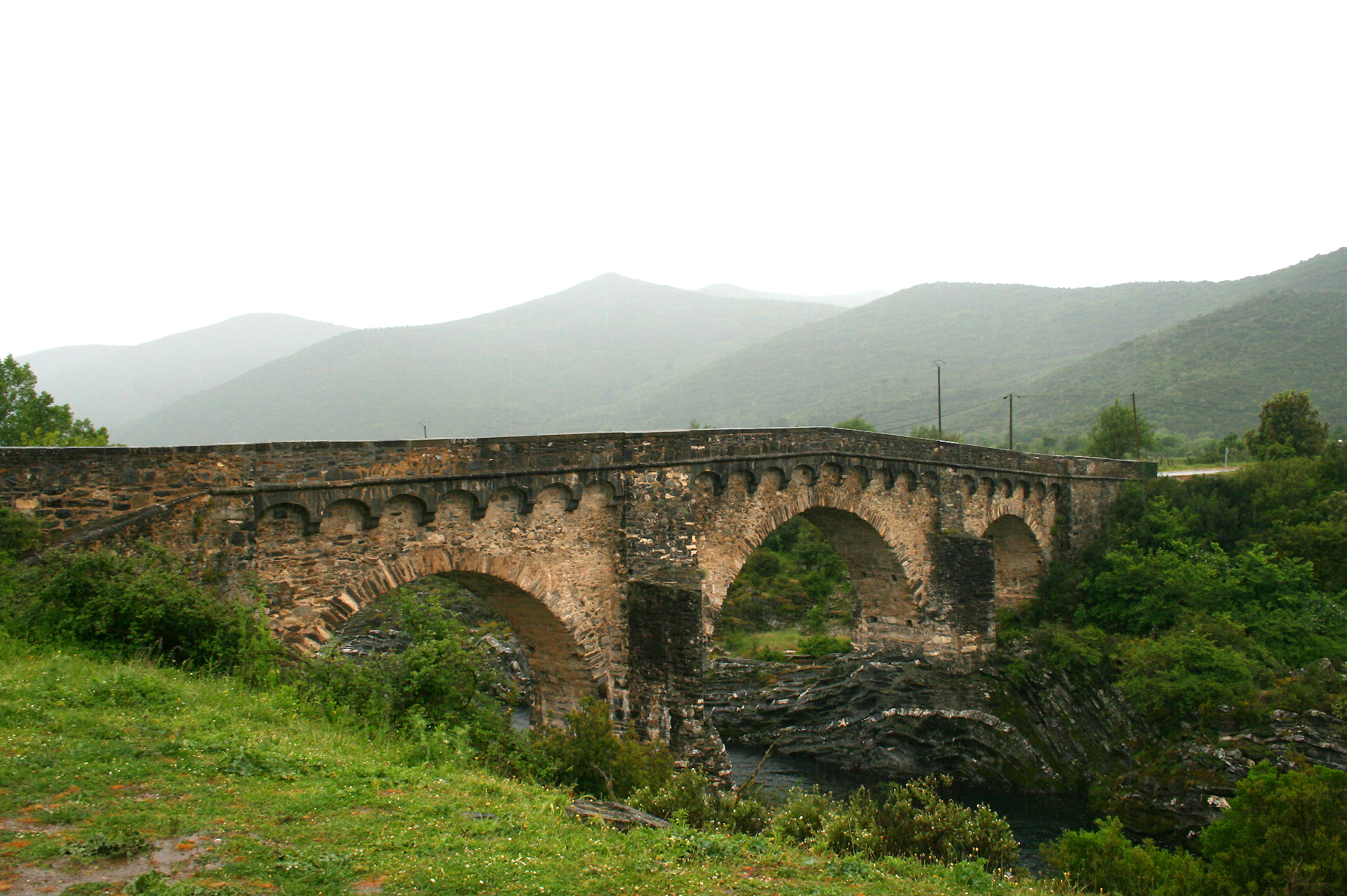
El ponte à u Large franqueando el Tavignano en la comuna de Altiani

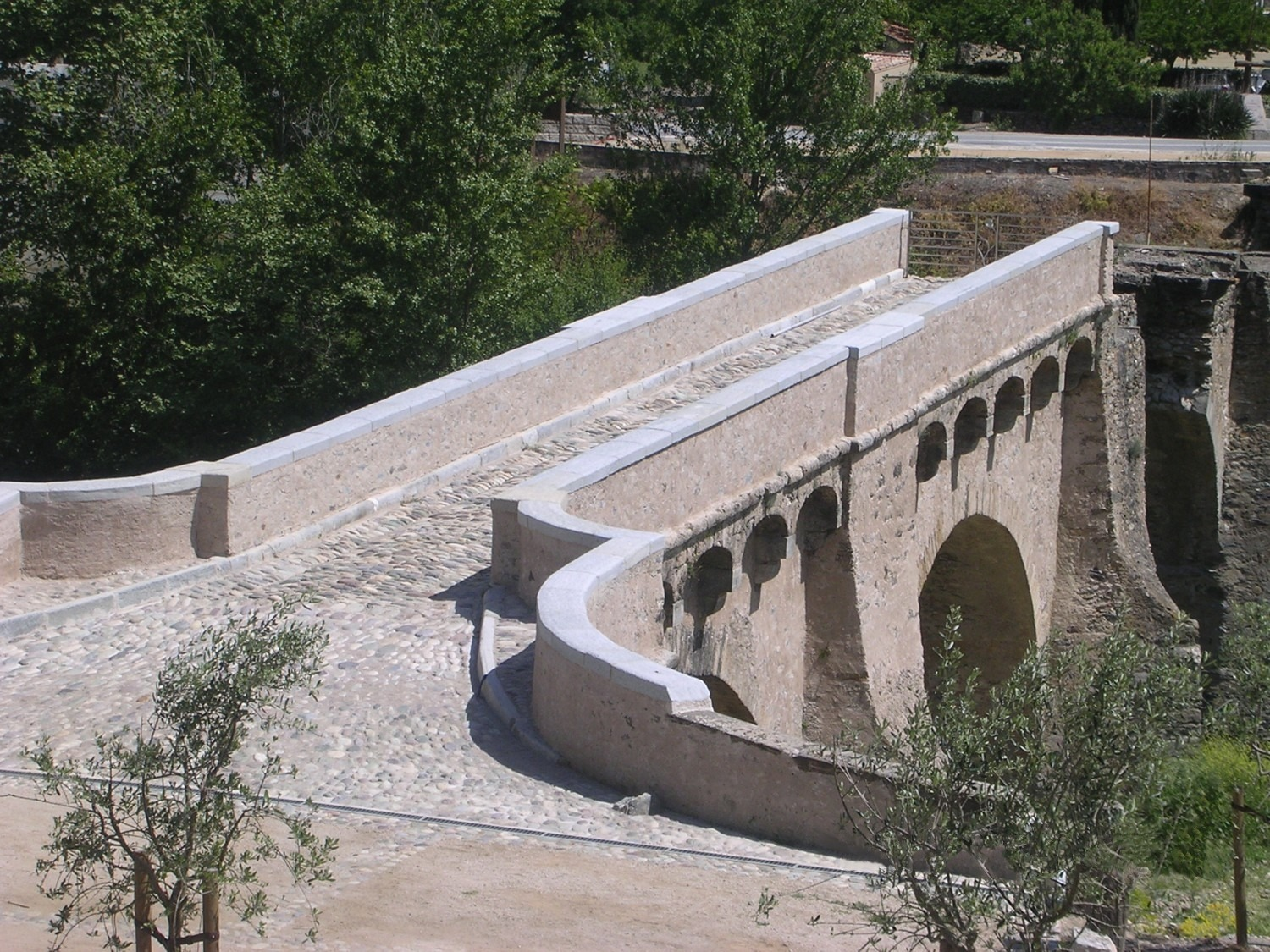
Puente Novu, comuna de Castello-di-Rostino.

Se llaman colectivamente puentes genoveses a una serie de puentes construidos en Córcega por los genoveses y los pisanos durante su ocupación de la isla. Fueron construidos con fábrica de piedra entre los siglos XIII y XVIII, y su construcción abrió nuevos caminos, lo que a su vez posibilitó la reorganización económica de la isla en cuanto a la distribución de sus principales productos, entre los que se incluía el trigo, el vino, el aceite de oliva y las castañas. La mayoría de estas infraestructuras fueron impulsadas durante el siglo XV por el gobierno genovés en aras de favorecer la economía isleña.
La mayoría de los puentes comparten las siguientes características:
- calzada adoquinada e inclinada hacia los lados desde una rasante central;
- luces salvadas por arcos, siendo lo más habitual, un único arco.;
- estilo gótico predominante, o de inspiración gótica.

En 1778, el intendente De Boucheporn decidió la ampliación de los principales puentes, la reconstrucción de estructuras ruinosas o perdidas y la adición de elementos.
Varios de estos puentes están inscritos como monumentos históricos —Ponte Novu, en Castello-di-Rostino, 20 de julio de 1928; "Ponte à a leccia" sobre el Golu, en Morosaglia — y alguno clasificado —Pont'à u large, sobre el Tavignanu a Altiani, 14 de enero de 1977.